# CYR61
CYR61 (англ. Cysteine rich angiogenic inducer 61) – білок, який кодується однойменним геном, розташованим у людей на короткому плечі 1-ї хромосоми. Довжина поліпептидного ланцюга білка становить 381 амінокислот, а молекулярна маса — 42 027.
| 10         |  | 20         |  | 30         |  | 40         |  | 50         |
| ---------- |  | ---------- |  | ---------- |  | ---------- |  | ---------- |
| MSSRIARALA |  | LVVTLLHLTR |  | LALSTCPAAC |  | HCPLEAPKCA |  | PGVGLVRDGC |
| GCCKVCAKQL |  | NEDCSKTQPC |  | DHTKGLECNF |  | GASSTALKGI |  | CRAQSEGRPC |
| EYNSRIYQNG |  | ESFQPNCKHQ |  | CTCIDGAVGC |  | IPLCPQELSL |  | PNLGCPNPRL |
| VKVTGQCCEE |  | WVCDEDSIKD |  | PMEDQDGLLG |  | KELGFDASEV |  | ELTRNNELIA |
| VGKGSSLKRL |  | PVFGMEPRIL |  | YNPLQGQKCI |  | VQTTSWSQCS |  | KTCGTGISTR |
| VTNDNPECRL |  | VKETRICEVR |  | PCGQPVYSSL |  | KKGKKCSKTK |  | KSPEPVRFTY |
| AGCLSVKKYR |  | PKYCGSCVDG |  | RCCTPQLTRT |  | VKMRFRCEDG |  | ETFSKNVMMI |
| QSCKCNYNCP |  | HANEAAFPFY |  | RLFNDIHKFR |  | D          |  |            |

A: Аланін

C: Цистеїн

D: Аспарагінова кислота

E: Глутамінова кислота

F: Фенілаланін

G: Гліцин

H: Гістидин

I: Ізолейцин

K: Лізин

L: Лейцин

M: Метіонін

N: Аспарагін

P: Пролін

Q: Глутамін

R: Аргінін

S: Серин

T: Треонін

V: Валін

W: Триптофан

Кодований геном білок за функцією належить до фосфопротеїнів. 
Задіяний у таких біологічних процесах як клітинна адгезія, хемотаксис, поліморфізм. 
Білок має сайт для зв'язування з молекулою гепарину. 
Секретований назовні.